# Urbain Vitry
Pour les articles homonymes, voir Vitry.
Marie Joseph Urbain Vitry, né le 2 juillet 1802 à Toulouse, mort le 27 septembre 1863  dans cette même ville, est un architecte et urbaniste français.

## Biographie
Neveu de Joseph Vitry (1779-1865), architecte de la ville de Toulouse et inspecteur voyer, et de Jacques-Pascal Virebent (1746-1831), architecte de la Ville de Toulouse pendant presque 50 ans, et cousin des fils Virebent, fondateurs d'une importante manufacture d'ornements architecturaux en terre cuite, Urbain Vitry étudie l'architecture à l'École des arts de Toulouse, puis aux Beaux-Arts de Paris, dans l'atelier d'Achille Leclère. En 1826, il est nommé professeur à l'École des Arts, où il enseigne toute sa vie. Il crée un cours de géométrie et de mécanique, et l'école prend le nom d'École des arts et sciences industrielles. 
Urbain Vitry est à l'origine du renouveau de l'enseignement de l'architecture à Toulouse. À 28 ans, en 1830, il succède à son oncle comme architecte en chef de la ville de Toulouse, préféré à deux des fils de celui-ci. Son œuvre, immense, marque la physionomie de Toulouse au XIXe siècle et au-delà. Il établit le plan général des alignements de la ville. Avant le percement des grandes artères haussmanniennes à la fin du siècle, dans l'enchevêtrement des ruelles moyenâgeuses et la destruction à ce moment de nombreux monuments (ce qui vaudra à Toulouse le titre de capitale du vandalisme), l'œuvre d'Urbain Vitry se fait dans la mesure : il donne leur aspect actuel aux rues Saint-Antoine du T, à la rue des Marchands, aux rues Lafayette et de Rémusat, aux petites places qu'il orne de fontaines : place de la Trinité, place Salengro, place Olivier, place Dupuy... Il dessine l'obélisque commémorant la bataille du 10 avril 1814, la fontaine monumentale au général Dupuy.
Il réalise des bâtiments communaux, comme Les Abattoirs, maintenant musée d'art contemporain (1825-1832), l'observatoire de Jolimont, l'amphithéâtre de l'école de médecine (aujourd'hui théâtre Daniel-Sorano). En tant qu'architecte privé, il connaît un grand succès avec ses hôtels, maisons de ville et de campagne. Son architecture néo-classique, italianisante, d'une grande sobriété, utilise au mieux le matériau local, la brique parfois rehaussée de pierre blanche, et les ornements de la fabrique Virebent. En 1836, son projet pour le nouveau cimetière de Terre-Cabade, dans un style néo-égyptien, est accepté. En 1843, mis en cause sur sa double position dans le public et le privé, il est contraint de démissionner de sa charge d'architecte en chef de la ville. De 1846 à 1848, il est conseiller municipal. Il est par ailleurs membre de plusieurs sociétés savantes pour lesquelles il rédige de nombreuses communications.
Il est l'auteur des ouvrages Le propriétaire architecte et le Vignole de poche, qui contribuent à faire connaître ses réalisations, dont on peut encore voir des exemples à Toulouse : la maison Lamothe, place de la Trinité, la maison Thibaut rue Saint-Antoine du T. 
Son hôtel particulier, boulevard Lazare-Carnot, est détruit en 1972.
Dans la région, il est l'auteur de plusieurs restaurations comme Notre-Dame de l'Assomption et Saint-Anatoly deux église sur l'actuelle commune de Lanta. On lui doit aussi la halle de la place centrale de Revel.

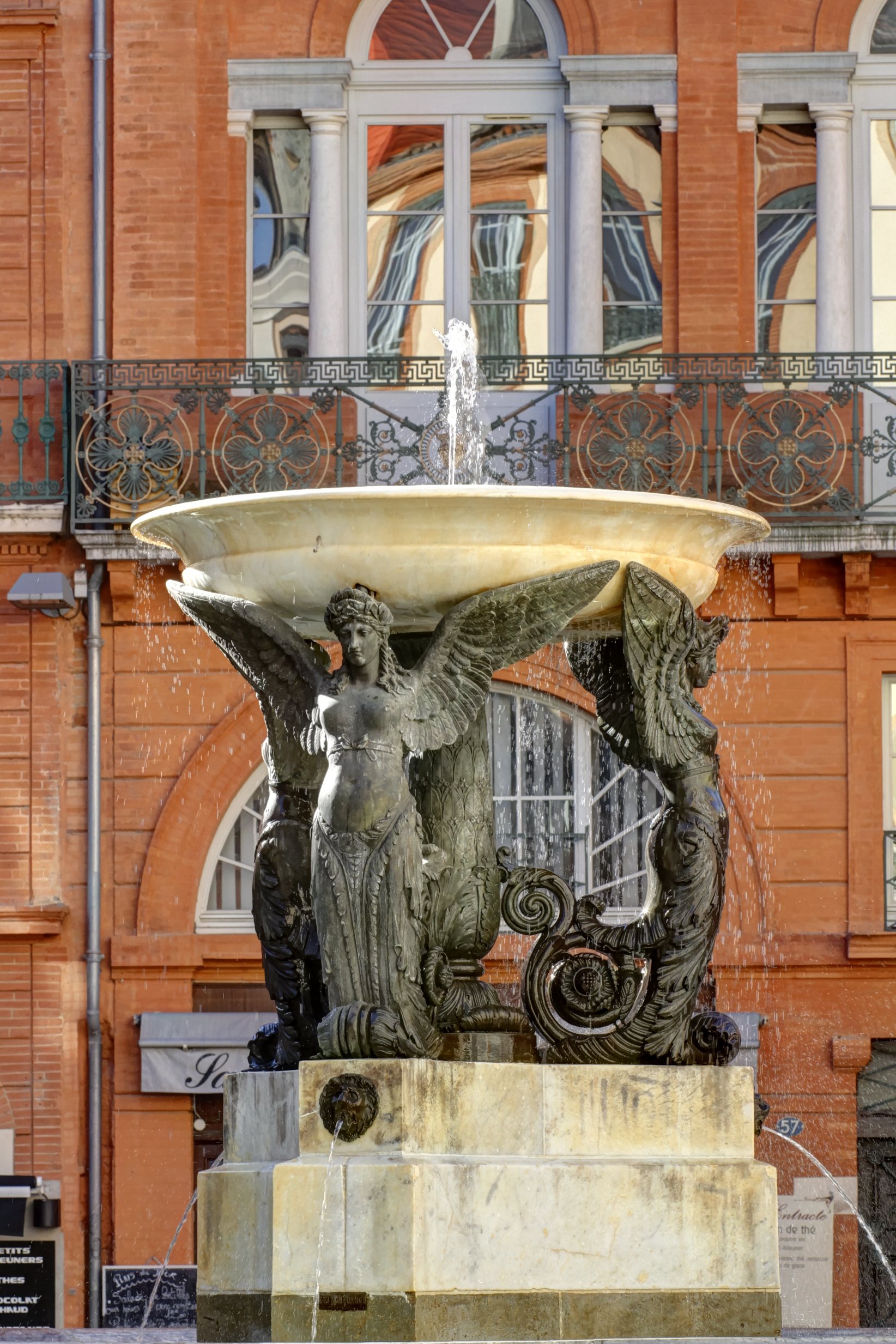
Place de la Trinité à Toulouse
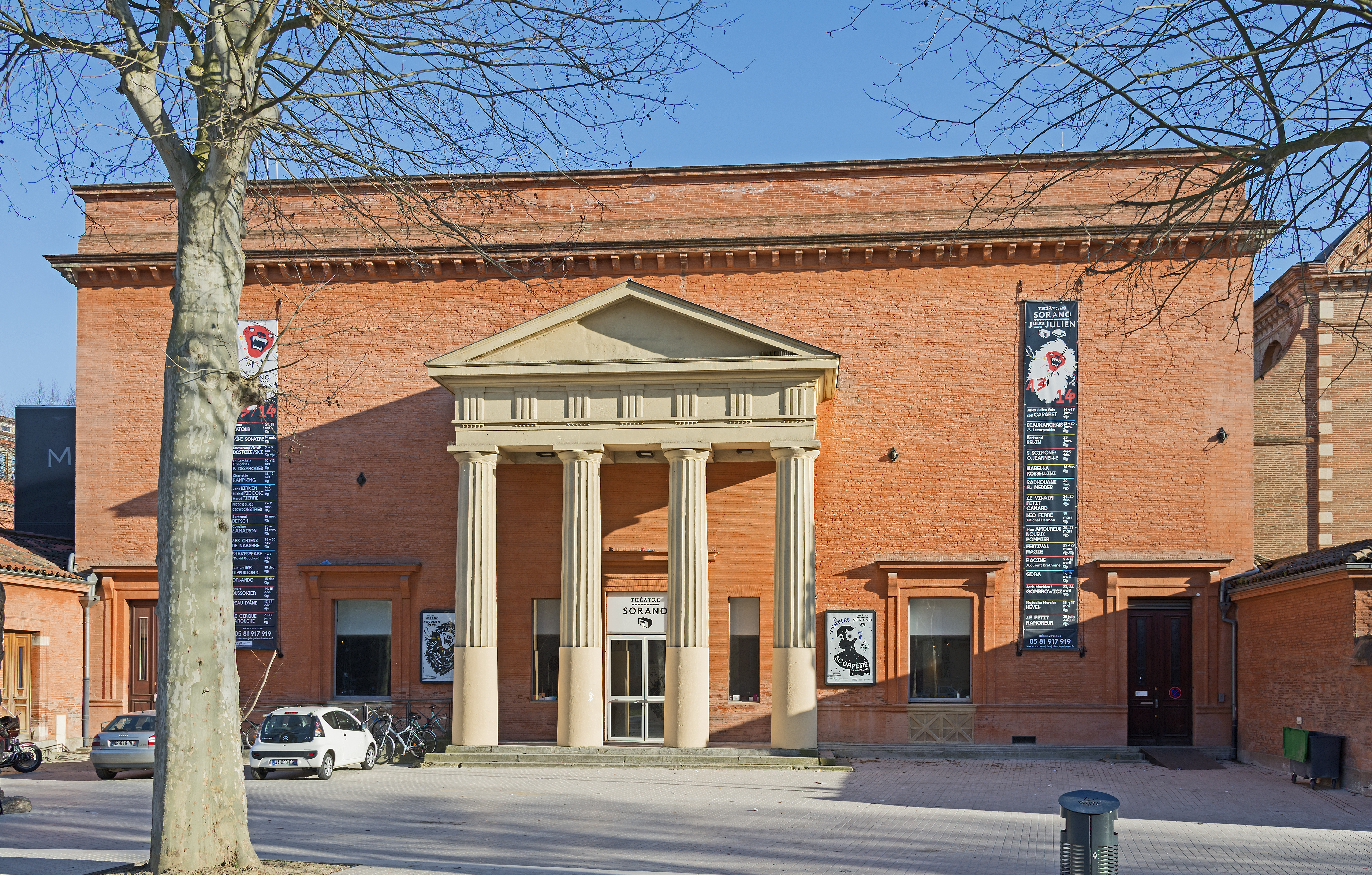
Ancienne école de Médecine de Toulouse (aujourd'hui Théâtre Sorano).
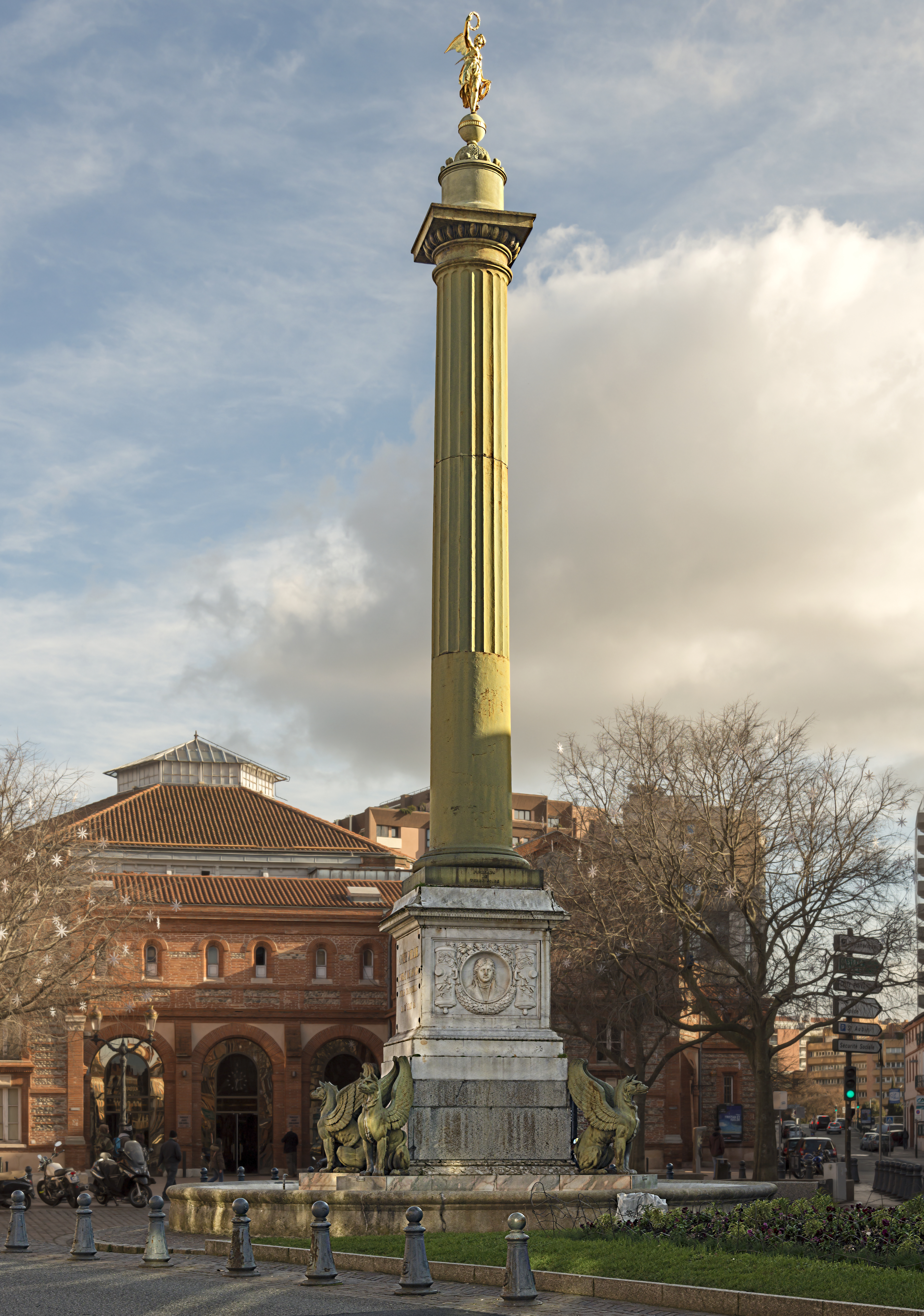
La fontaine et la Colonne Dupuy
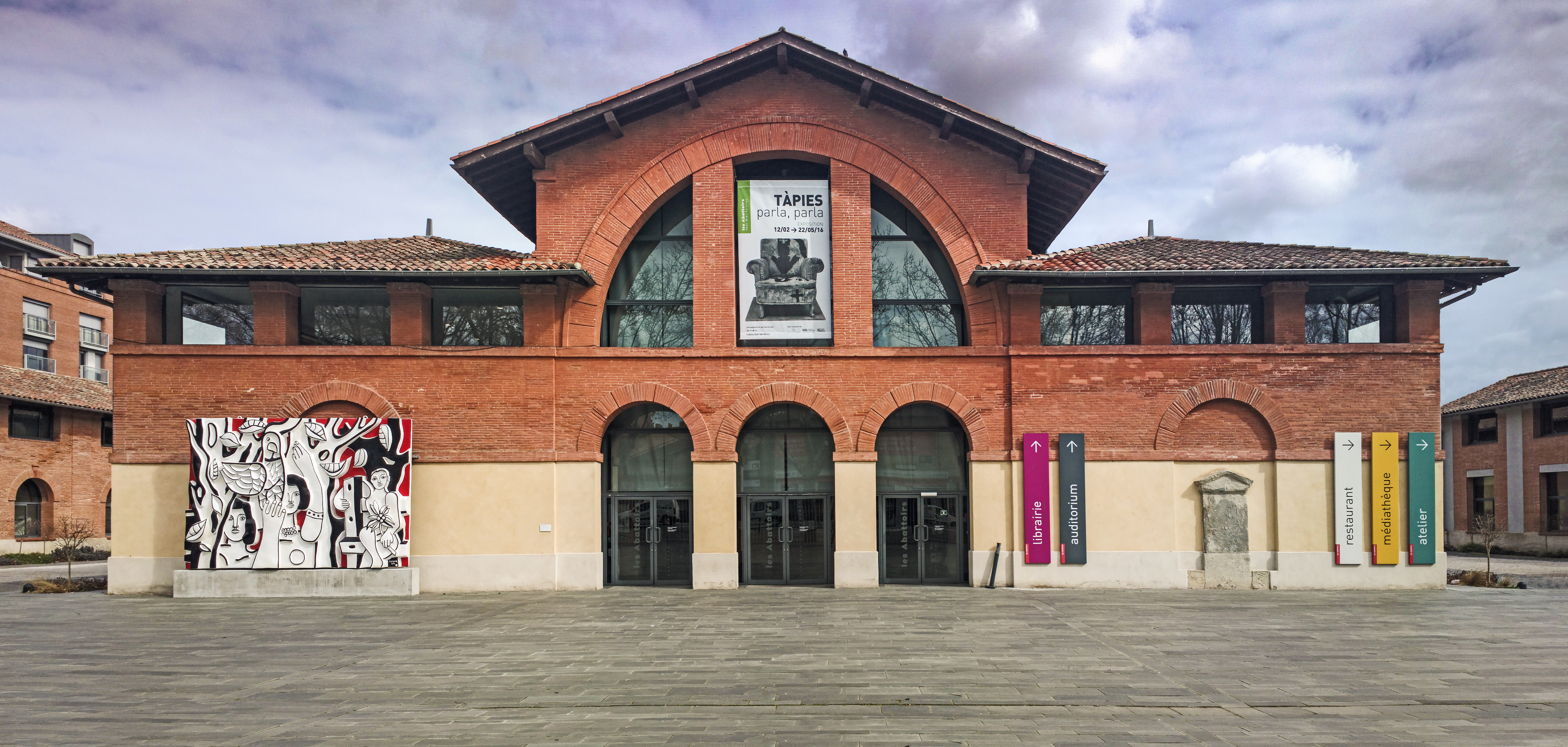
Les Abattoirs
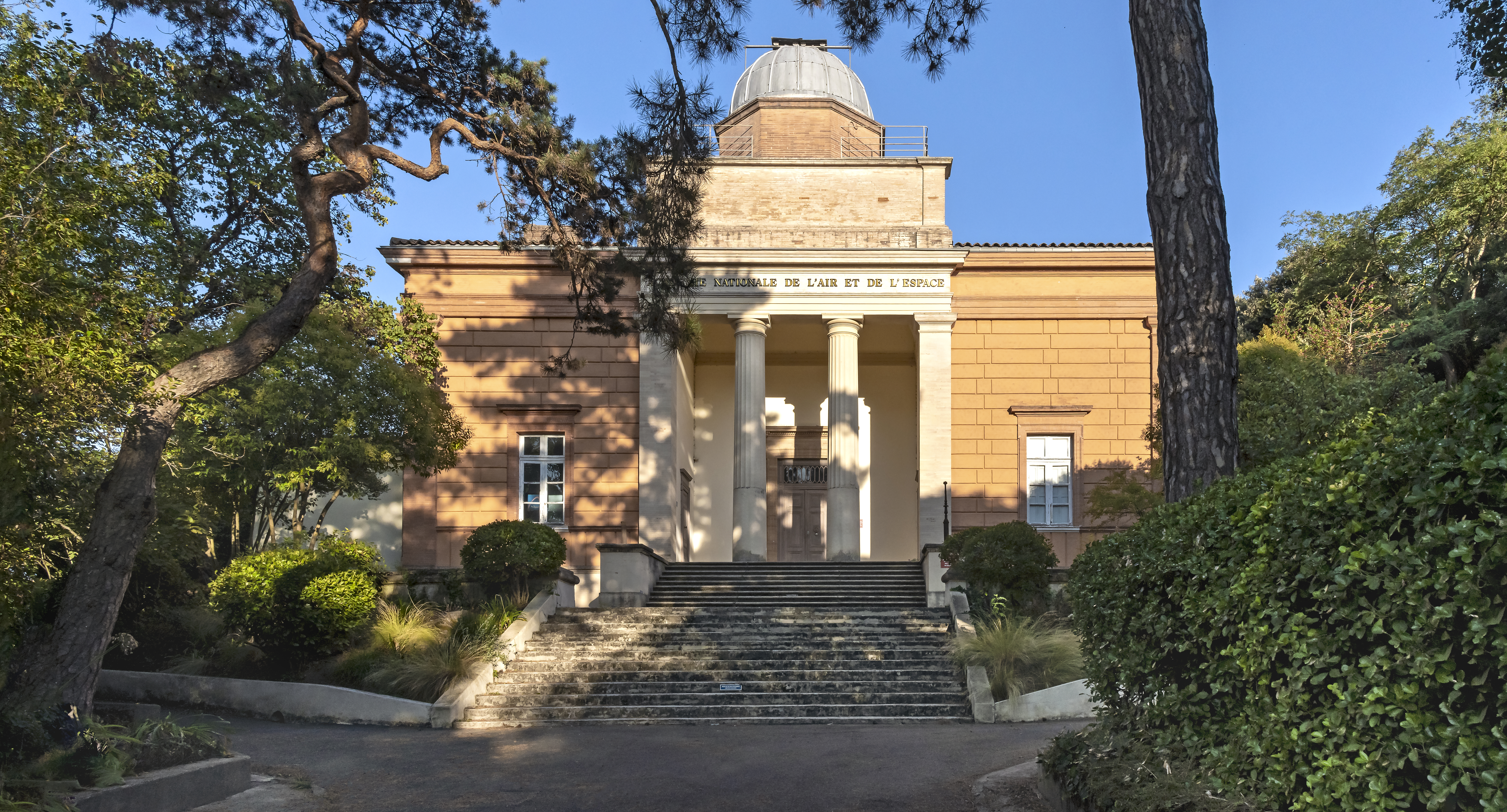
Observatoire de Toulouse
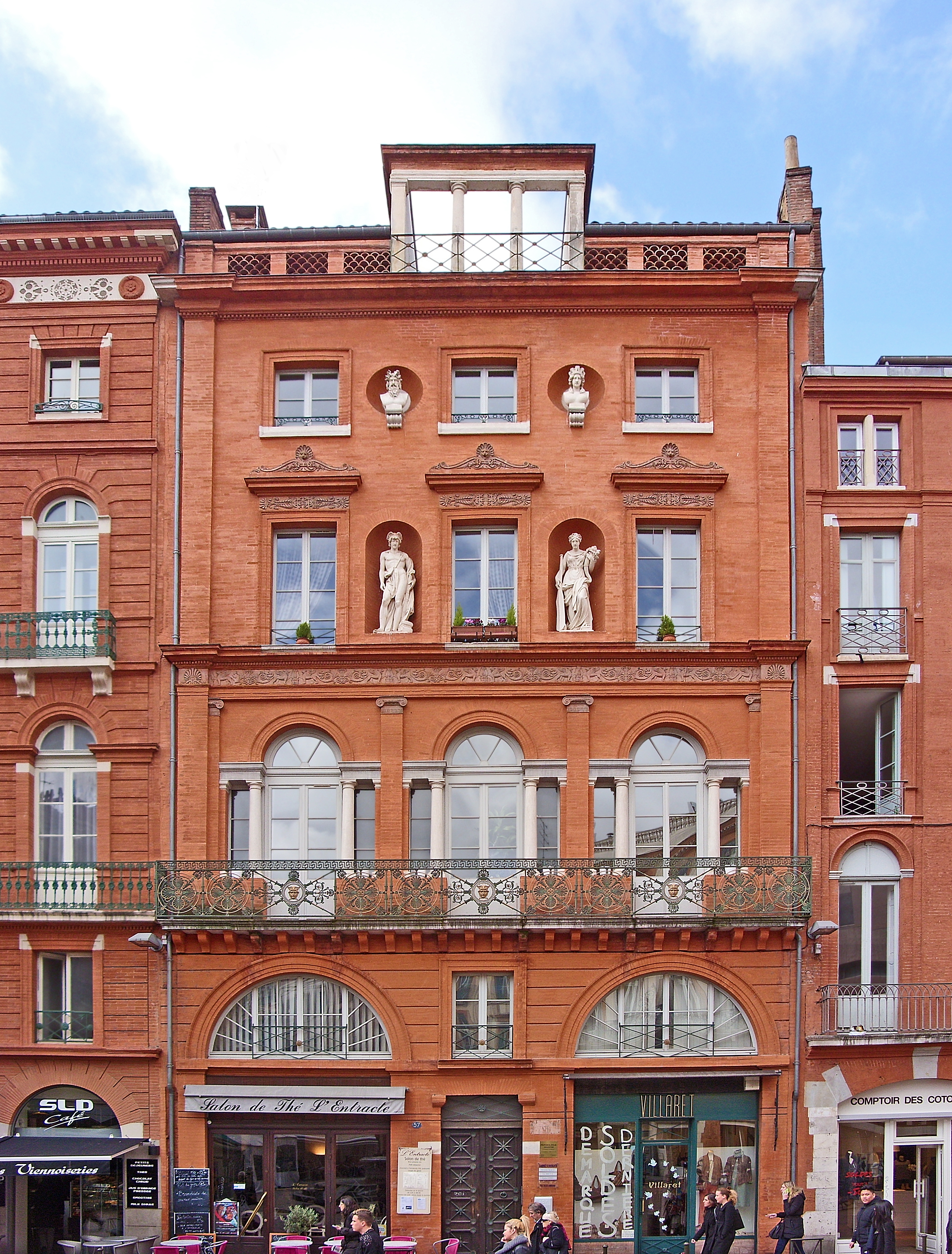
Maison Lamothe Place de la Trinité à Toulouse
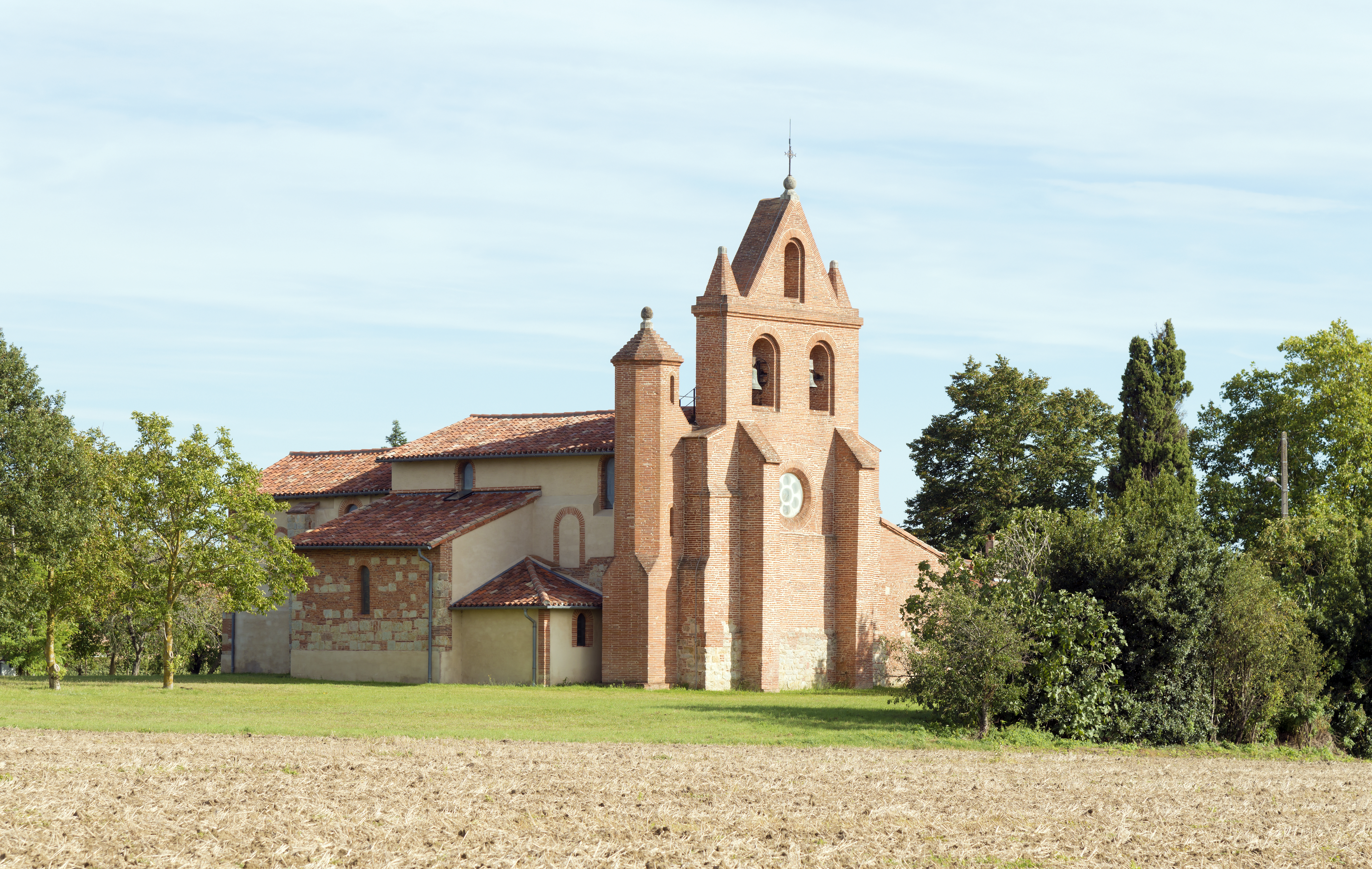
L'église de Saint-Anatoly de Lanta
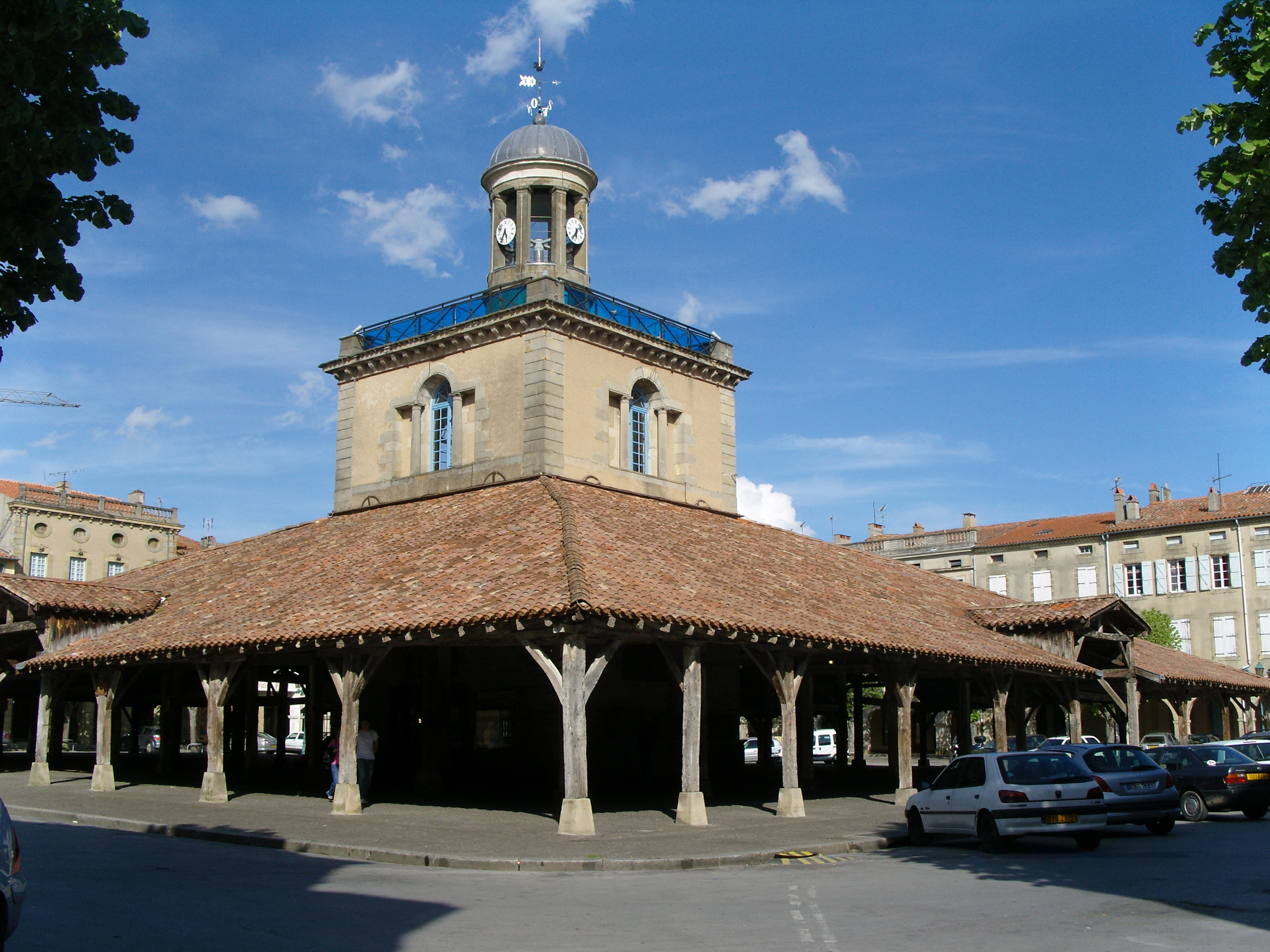
Halle de Revel

## Hommages
Un lycée professionnel et une rue et une impasse portent son nom à Toulouse.

## Sources
- Gérard Santier (dir.), Le Dictionnaire de Toulouse, Loubatières, 2004
- Pierre Salies, Dictionnaire des rues de Toulouse, Milan, 1989